# Jiǎrú wǒshì zhēnde
Jiǎrú wǒshì zhēnde é um filme de drama taiwanês de 1981 dirigido e escrito por Wang Toon. Foi selecionado como representante de Taiwan à edição do Oscar 1982, organizada pela Academia de Artes e Ciências Cinematográficas.

## Elenco
- Alan Tam - Li Xiaozhang
- Nancy Hu - Zhou Minghua
- Hsiang Lin - Qiao Hong
- Lin Tzay-peir - Yao Qing